# Cruel Intentions 2 - Non illudersi mai
Cruel Intentions 2 - Non illudersi mai (Cruel Intentions 2: Manchester Prep.) è un film del 2000, diretto dal regista Roger Kumble, interpretato da Robin Dunne, Sarah Thompson e Amy Adams; prequel del film originale Cruel Intentions.
Nel 2003 è stato girato un terzo film della saga: Cruel Intentions 3 - Il fascino della terza volta.

## Trama
Il giovane Sebastian Valmont, povero ma già grande manipolatore e seduttore, nel suo ultimo giorno di scuola rovina il matrimonio del preside con la moglie umiliando quest'ultima. Visto che la madre, tossicodipendente, viene mandata in una comunità e lui è minorenne, il padre decide di portarlo con sé a casa della sua nuova moglie Tiffany Merteuil a Manhattan. Il giovane pensa sia l'occasione giusta per cambiare vita, lasciandosi alle spalle il suo passato da cattivo ragazzo.
Una volta giunto alla sua nuova, gigantesca, casa, scopre che la moglie del padre è milionaria e fa conoscenza di quest'ultima e della sua nuova sorellastra Kathryn Merteuil. All'inizio si mostra come una ragazza dolce ed altruista, ma ci vuole molto poco perché si riveli per quella che realmente è: una perfida manipolatrice. Inoltre ha già preso in antipatia Sebastian per averla umiliata nel suo primo giorno a casa sua, correggendo i termini da lei usati quando parla e suonando il pianoforte meglio di lei.
Accade che Sebastian si innamora di Danielle, figlia del rettore della Manchester Prep e vergine dichiarata. I due si frequentano e le cose sembrano andare bene, ma Kathryn è in agguato e, dopo continui scambi verbali velenosi con Sebastian, viene a scoprire da un suo compagno di scuola la verità sul suo passato. Scopre che Sebastian ha corrotto il corriere che doveva consegnare la cartella personale al rettore e che l'ha sostituita con un'altra, assai lusinghiera. Dopo essere entrata in possesso della cartella originale, contenente tutte le malefatte sulla condotta di Sebastian, Kathryn ne resta impressionata e ammette di aver sottovalutato il fratellastro e decide di volerlo come alleato, spronandolo a tornare ad essere quel che era prima, cercando anche di sedurlo e dicendogli che loro sono uguali e che non potrà cambiare.
Sebastian rifiuta e corre da Danielle, ma una volta lì scopre l'amara verità. Danielle è tutt'altro che una brava ragazza, finge ciò che non è solo perché figlia del rettore, in realtà è un'amica di Kathryn. Sebastian è deluso ma le due gli propongono di unirsi a loro, il ragazzo capisce di non poter fare più niente da solo contro Kathryn e i suoi amici e così decide di abbandonare la nuova strada e di tornare il seduttore di prima, facendo poi sesso con Danielle.
Alla fine, Sebastian riceve da Kathryn il diario che riempirà con i nomi e le descrizioni delle sue future conquiste, a cominciare dall'ingenua Cherie, detestata da Kathryn per il suo essere imbranata, innocente e più ricca di lei.

## Curiosità
Il network statunitense Fox, voleva produrre una serie ispirata al film, con il titolo "Manchester Prep." (ovvero il nome della scuola privata frequentata dai protagonisti), anche se gli attori cambiarono completamente la serie iniziò. Ma subito si pentirono della scelta e si decise di trasformare quello che era stato girato in un film-tv adattandolo come prequel del film originale.

## Cast
I ruoli con due nomi sono quelli cambiati quando la produzione ha trasformato il telefilm-remake in un prequel home video.
| Role                                | Manchester Prep           | Cruel Intentions      |
| ----------------------------------- | ------------------------- | --------------------- |
| Kathryn Merteuil                    | Amy Adams                 | Sarah Michelle Gellar |
| Sebastian Valmont                   | Robin Dunne               | Ryan Phillippe        |
| Danielle Sherman / Annette Hargrove | Sarah Thompson            | Reese Witherspoon     |
| Cherie Claymon / Cecile Caldwell    | Keri Lynn Pratt           | Selma Blair           |
| Headmaster Sherman / Hargrove       | Barry Flatman             | Drew Snyder           |
| Tiffany Merteuil                    | Mimi Rogers               | N/A                   |
| Lilly                               | Teresa Hill               | N/A                   |
| Mr. Felder                          | Barclay Hope              | N/A                   |
| Bunny Claymon / Bunny Caldwell      | Tané McClure              | Christine Baranski    |
| Edward Valmont                      | David McIlwraith          | N/A                   |
| Assistant Headmaster Steve Muller   | Jonathan Potts            | N/A                   |
| Blaine Tuttle                       | Caley Wilson              | Joshua Jackson        |
| Penny Cartwright                    | Deanna Wright             | N/A                   |
| Henry                               | Clement von Franckenstein | N/A                   |
| Min Lin / Mai-Lee                   | Shûko Akune               | Hiep Thi Le           |
| Gunther                             | Hans Schoeber             | N/A                   |
| Fred                                | Nicholas Guilak           | N/A                   |
| Gordon Anderson                     | Christophe Davidson       | N/A                   |
| Court Reynolds                      | Andrew Kraulis            | Charlie O'Connell     |
| Principal Freeman                   | Ian D. Clark              | N/A                   |
| Delores Freeman                     | Jillian Hart              | N/A                   |
| Gretchen                            | Anne Sorell               | N/A                   |
| Sarah                               | Alicia Sorell             | N/A                   |